# Реєстратор (фільм жахів)
Реєстратор — комп’ютерний фільм жахів 2021 року режисера Роба Севіджа за сценарієм Джемми Герлі, Севіджа та Джеда Шеферда. У фільмі зіграли Енні Харді, Амер Чадха-Патель і Анджела Енахоро. Увесь фільм знятий з точки зору або ручного iPhone Харді, або відеореєстратора в її автомобілі, коли вона транслює свої дії в прямому ефірі для глядачів, чиї коментарі щодо подій також відображаються. У фільмі розповідається про Харді, яка грає напіввигадану версію себе, коли вона відвідує свого друга в Лондоні в умовах пандемії COVID-19 і опиняється в серії кошмарних подій після того, як підвезла дивну жінку на своїй машині. Продюсуванням фільму займається Джейсон Блум через його банер Blumhouse Productions разом із Дугласом Коксом і Севіджем.
Севідж і співавтор Джед Шеперд розробили ідею Dashcam на основі серії відео, що транслювалося в прямому ефірі, опублікованому на YouTube Гарді — співаком інді-рок -гурту Giant Drag — під назвою Band Car, у якому Харді опрацьовував ідеї пісень перед глядачами, а водіння в Лос-Анджелесі. Севідж відчув, що ця концепція стане хорошим фільмом жахів у стилі знайденого кадру, і зрештою попросив Харді знятися у фільмі.
Світова прем’єра Реєстратор відбулася на Міжнародному кінофестивалі в Торонто 2021 року 13 вересня 2021 року, де він отримав друге місце в номінації People’s Choice Award: Midnight Madness. Пізніше 3 червня 2022 року він вийшов на екрани у Великій Британії та Сполучених Штатах. Фільм отримав полярні рецензії: хвалили за страхи, але критикували за неприємного головного героя.

## Виробництво
Фільм був розроблений режисером-сценаристом Робом Севіджем і співавтором сценарію Джедом Шефердом, які спочатку придумали ідею для фільму на основі пісні Band Car співачки Giant Drag Енні Харді, серії відео, які транслювалися в прямому ефірі Харді через YouTube, на якому вона опрацьовувала ідеї пісень, керуючи автомобілем у Лос-Анджелесі. Севідж прокоментував: «Коли [співавтор сценарію] Джед [Шеперд] показав мені серіал, перші розмови були на кшталт: «О, це крута установка для фільму зі знайденим матеріалом», і версія, яку ми робили перед Ведучий просто використовував налаштування Band Car, але ідея полягала в тому, щоб, мабуть, передати його на студії, можливо, спробувати знайти актора, який зіграє цю роль». Натомість Севідж попросила Харді сама знятися у фільмі, на що вона погодилася.
Прем'єра Реєстратор відбулася на Міжнародному кінофестивалі в Торонто 2021 року 13 вересня 2021 року. У лютому 2022 року Momentum Pictures придбала права на розповсюдження фільму. 